# Jeroným Josef Zeidler
Jeroným Josef Zeidler OPraem, též Hieronymus Joseph Zeidler (5. listopadu 1790 Jihlava – 1. března 1870 Řím), byl rakouský a český římskokatolický duchovní a politik, v 2. polovině 19. století poslanec Říšské rady, dlouholetý opat premonstrátského kláštera v Praze na Strahově a rektor Karlo-Ferdinandovy univerzity v Praze.

## Biografie
Do premonstrátského řádu vstoupil 1. listopadu 1809. Přijal tehdy jméno Jeroným. Roku 1812 složil řeholní sliby a následujícího roku byl vysvěcen na kněze. V letech 1815–1821 působil coby kaplan, později jako kooperátor v rodné Jihlavě. Od roku 1821 byl archivářem strahovského kláštera v Praze. Získal titul doktora teologie. Zastával funkci sekretáře opata kláštera. Od roku 1824 působil jako řádný profesor dogmatiky a polemické teologie na teologické fakultě Karlo-Ferdinandovy univerzity v Praze, přičemž v roce 1830 se stal děkanem této fakulty. V období let 1839–1849 byl na této škole ředitelem filozofického studia.
Byl členem premonstrátského řádu. Od 7. října 1834 až do své smrti roku 1870 působil jako opat Strahovského kláštera (od 17. března 1869 též jako generální opat premonstrátského řádu). Roku 1859 se stal představeným a vizitátorem všech premonstrátských kongregací v Rakousku. Kromě toho v roce 1844 a znovu 1846 a opět v letech 1855–1856 zastával funkci rektora Karlo-Ferdinandovy univerzity. Město Jihlava mu v lednu 1842 udělilo čestné občanství.
Byl aktivní i politicky. Od roku 1863 byl poslancem Českého zemského sněmu za velkostatkářskou kurii. Na sněmu zasedal do roku 1866. Do sněmu se vrátil po krátké přestávce v zemských volbách v březnu 1867, opět za velkostatkářskou kurii (nesvěřenecké velkostatky). Setrval zde do roku 1869.
Zemský sněm ho v roce 1863 delegoval i do Říšské rady (tehdy ještě volené nepřímo) za kurii velkostatkářskou. 17. června 1863 složil poslanecký slib. Opětovně byl do vídeňského parlamentu delegován zemským sněmem roku 1867. 4. června 1867 složil slib a v Říšské radě zasedal do své smrti roku 1870.
Zemřel v roce 1870 v Římě, kde se jako generální opat řádu účastnil koncilu ve Vatikánu. Tělo pak bylo převezeno do Prahy. Pochován je na hřbitově v Košířích.
Roku 1863 získal Řád železné koruny a byl tudíž povýšen do šlechtického stavu. Uvádí se, že byl německé národnosti.